# ريكا اداتشي
ريكا اداتشي (باليابانية: 足立 梨花) ممثلة وعارضة يابانية، ولدت يوم 16 تشرين الأول 1992. ولدت في محافظة ناغاساكي، وعاشت في محافظة ميه.

## روابط أضافية
- Official profile at Horipro
 (باليابانية)
- ريكا اداتشي على موقع IMDb (الإنجليزية)
- ريكا اداتشي على موقع قاعدة بيانات الفيلم (الإنجليزية)